# Дмитрий Глуховски
Дмитрий Глуховски (на руски: Дмитрий Алексеевич Глуховский) е руски журналист, радио и телевизионен водещ, и писател на бестселъри в жанра научна фантастика и трилър.

## Биография и творчество
Дмитрий Глуховски е роден на 12 юни 1979 г. в Строгинския район на Москва, Русия, в семейството на журналисти. Началното си образование получава в училище с усилено изучаване на френски език „В. Д. Поленова“ в Москва (1985 – 1995). Още на 10 години започва да пише фантастични истории. После учи четири години и половина в Израел. Получава образование по международна журналистика.
След това започва да работи за различни медии – за „Радио России“, за телевизионната и радио компания „Дойче Веле“, за каналите „Евронюз“ и „Russia Today“, бил е член на Кремълския пул. Една година живее в Германия и три във Франция. Като кореспондент на „Радио России“ обикаля половината свят – от Алжир до Мароко, от Гватемала до Исландия, бил е на космодрума „Байконур“, в Чернобил, и на Северния полюс. Част от дейността му е била като военен кореспондент в Абхазия, и в Израел, в град Кириат-Шмон, върху който се стоварват 80% от ударите на „Хизбула“. Там колегите му го подозират за шпионин, тъй като той владее владее, освен родния си руски език, и английски, френски, немски, иврит и испански език. През 2008 – 2009 г. той е работил като радио водещ на радиостанция „Маяк“. Той пише материали за „Harper’s Bazaar“, „l'Officiel“ и „Playboy“.
Дмитрий Глуховски започва да пише първия си антиутопичен роман „Метро 2033“ още на 18 години. През 2002 г. започва да го публикува като фензини на своя уебсайт за безплатно четене. Този интерактивен експеримент привлича над 3 милиона читатели по целия свят. Сюжетът на романа описва постапокалиптичната действителност след ядрен холокост и живота на единствените оцелели в лабиринтите на Московското метро. Главният герой Артьом е млад мъж, който, в опитите си да спаси света от смъртна опасност, трябва да извърви дълъг път и да преодолее множество смъртни опасности. Формално научнофантастичен роман и литературен хорър-екшън, той описва антиутопия, в която се анализира съвременното руско общество и модела на поведение, разглежда се критично комунизма в бившия Съветски съюз и възхода на фашизма в съвременна Русия.
През 2005 г. Глуховски преработва края на романа и той е публикуван от издателство „Эксмо“. „Метро 2033“ става национален и световен бестселър и получава литературната награда ЕВРОКОН 2007 в Копенхаген, Дания, за най-добър дебютен роман. По него е направена компютърна игра и се работи за екранизирането му от студио „MGM“.
През 2007 г. издава трилъра „Здрач“, в който се развива теорията за края на света и предсказанията на маите. Сюжетът на романа разказва в първо лице историята на специалист, който превежда на руски древен ръкопис на испански конкистадор. Това го въвлича във водовъртеж от невероятни събития, който ще му помогне да разшифрова пророчествата, случващата се поредица от природни бедствия, и да надникне в бъдещето – едва ли не с цената на собствения си живот. Романът е една нова метафора на съвременното общество. Той отново е публикуван он-лайн в сайта на автора.
В следващите години Глуховски публикува продълженията на романа „Метро 2033“ – „Метро 2034“ (2009) и „Метро 2035“ (2013). В тях действието се развива паралелно на историята на първия роман. „Метро 2035“ е съвместен роман с компютърната игра „Metro: Last Light“.
Освен романи той пише и разкази, сред които могат да се откроят сборниците „Рассказы о Родине“, които са компилации от сатирични истории за руската действителност.
През 2010 г. Глуховски е един от водещите в телевизионната програма „Инфомания“ на телевизия СТС.
Дмитрий Глуховски живее на различни места по света. Той е женен и има дъщеря.

## Произведения

### Самостоятелни романи
- Метро 2033, Метро 2033 (2005)
- Здрач, Сумерки (2007)
- Метро 2034, Метро 2034 (2009)
- Бъдеще, Будущее (2013)
- Метро 2035, Метро 2035 (2015)
- Текст, Текст (2017)
- Граничен пост, Пост (2019)
- Граничен пост 2, Пост. Спастись и сохранить (2021)

### Сборници разкази
- Ночь (1998)
- Рассказы о животных (1998)
- Рассказы о Родине, том 1 (2008 – 2010)
- Рассказы о Родине, том 2 (2011 – 2012)

### Разкази
- Конец дороги (2006)
- Похолодание (2008)
- Оттепель (2008)
- Эволюция (2008)
- Возвращение в Кордову (2010)
- Причастие (2010)
- Евангелие от Артёма (2011)
- Лифт (2011)
- Подавление и вытеснение (2012)
- Пока стоит (2012)

### Пиеси
- INFINITA TRISTESSA (2005)

### Документалистика
- Дневник учёного. Предыстория к мультфильму 9 (2009)

### Аудиосериали
- Пост (2019)

### Видео игри
- Metro 2033 (2010)
- Metro: Last Light (2013)
- Metro Exodus (2019)